# Надолиці-Мале
Надолиці-Мале (пол. Nadolice Małe) — село в Польщі, у гміні Черниця Вроцлавського повіту Нижньосілезького воєводства.
Населення — 243 особи (2011).
У 1975-1998 роках село належало до Вроцлавського воєводства.

## Демографія
Демографічна структура станом на 31 березня 2011 року:
|          | Загалом | Допрацездатний вік | Працездатний вік | Постпрацездатний вік |
| -------- | ------- | ------------------ | ---------------- | -------------------- |
| Чоловіки | 111     | 24                 | 78               | 9                    |
| Жінки    | 132     | 37                 | 70               | 25                   |
| Разом    | 243     | 61                 | 148              | 34                   |